# Cardiomya levifrons
Cardiomya levifrons is een tweekleppigensoort uit de familie van de Cuspidariidae. De wetenschappelijke naam van de soort is voor het eerst geldig gepubliceerd in 1930 door Cotton.